# 広瀬青邨
広瀬 青邨（ひろせ せいそん、文政2年8月15日（1819年10月3日） - 明治17年（1884年）2月3日）は、日本の儒者。諱は範、字は世叔、通称は卯三郎のちに矢野範治、号は青邨。広瀬淡窓の門で学び、詩を能くし、書にも画にも優れた。

## 略歴
- 豊前の矢野徳四郎の四男として生まれる。
- 天保5年（1834年）、16歳で咸宜園に入門し21歳で都講となる。
- 天保12年（1841年）、肥後の深水玄門に師事し医学を学んだ。
- 天保15年（1844年）に広瀬淡窓の養子となり、咸宜園の塾政を任される。
- 文久2年、成長した広瀬林外に塾政を譲り、藩校 遊焉館の教頭となる。
- 明治2年（1869年）、明治政府の命令で京都学習院漢学所へ赴任するとともに、西園寺公望が御所内の邸宅に開校した私塾立命館で講師を務める。
- 明治10年（1877年）、東京華族学校（後の学習院）の創立に関与。教授・監事に選ばれた。享年66。墓所は多磨霊園。